# Sabalos
Sabalos är en kommun i departementet Hautes-Pyrénées i regionen Occitanien i sydvästra Frankrike. Kommunen ligger i kantonen Pouyastruc som tillhör arrondissementet Tarbes. År 2022 hade Sabalos 148 invånare.

## Befolkningsutveckling
Antalet invånare i kommunen Sabalos
| Referens: INSEE |